# Załupa Aligatora

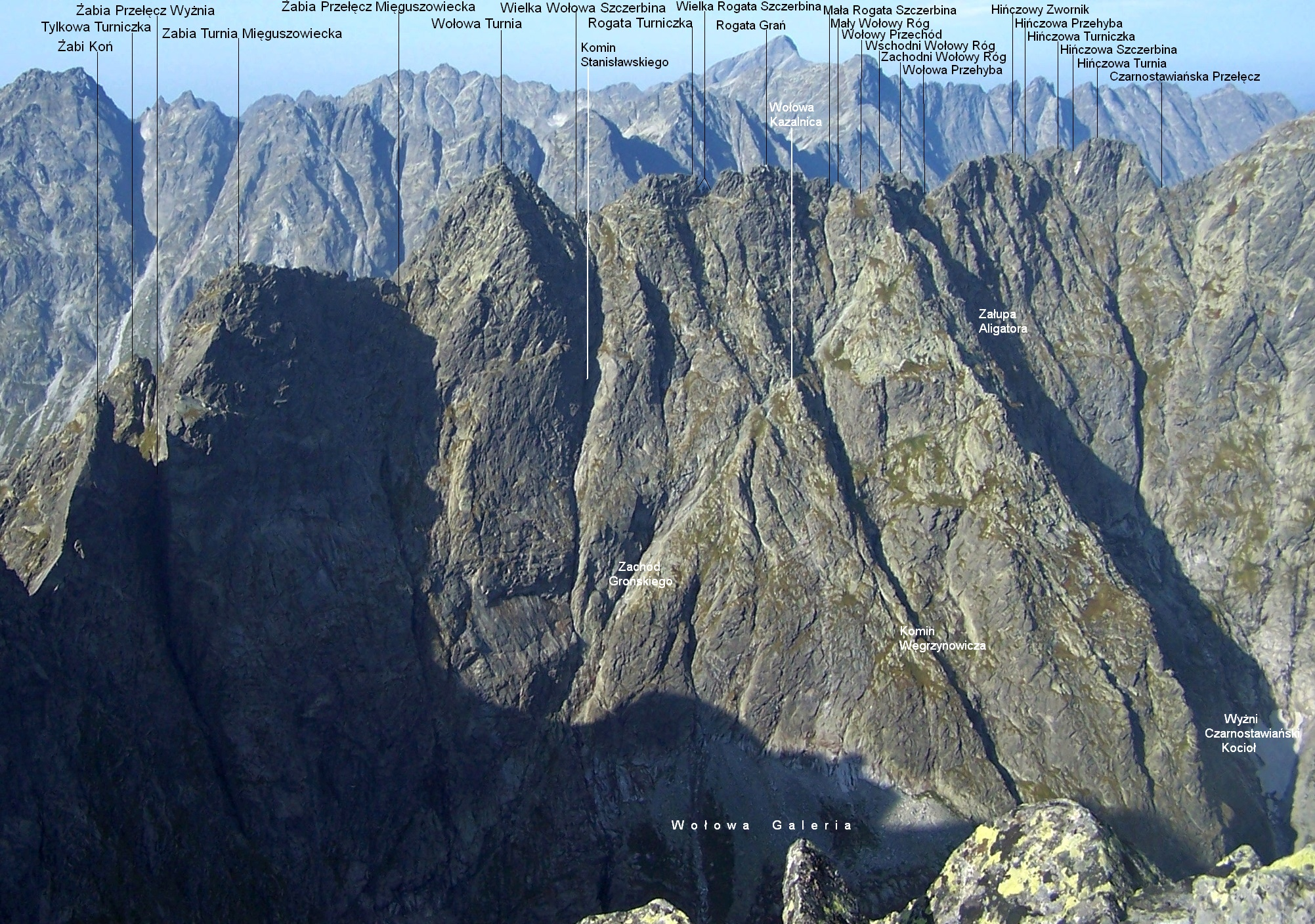
Widok z Niżnich Rysów

Załupa Aligatora – część Filara Wołowego Grzbietu na północnej ścianie Wołowego Grzbietu w polskich Tatrach Wysokich. Znajduje się po jego prawej stronie (patrząc od dołu), pomiędzy filarem a żebrem grani Wschodniego Wołowego Rogu.
Deniwelacja Załupy Aligatora wynosi około 500 m.  Poniżej Zachodu Grońskiego jest tylko kruchym i głębokim żlebkiem. Charakter typowej załupy ma dopiero w środkowej części. Obydwie strony tej załupy tworzą tu bardzo strome, miejscami pionowe płyty. Dolna część załupy dochodzi do progu Wyżniego Czarnostawiańskiego Kotła. Jej dalszym przedłużeniem w dół jest Mały Wołowy Żleb.
Załupą Aligatora prowadzi droga wspinaczkowa Droga Aligatora (III w skali UIAA, czas przejścia 3 godz. 30 min). Pierwsze przejście: Jan Łącki i Jacek Rochacki 20 sierpnia 1965 r. Przeszli tylko dolną część załupy, górną  przeszli inną drogą. Do 2006 r. górna część Załupy Aligatora była dziewicza.
Polską nazwę tej formacji skalnej utworzył Władysław Cywiński.